# 磁界 (アルバム)
『磁界』（じかい、原題=Les Chants Magnétiques、英題=Magnetic Fields）はジャン・ミッシェル・ジャールのアルバム。

## 曲目
1. 磁界パート1 (17:49)
2. 磁界パート2 (3:59)
3. 磁界パート3 (4:15)
4. 磁界パート4 (6:18)
5. 磁界パート5 (ザ・ラスト・ルンバ) (3:30)

※ カナ表記の題名は国内盤(ポリドール=P33P 50024）のライナーノーツの記載を踏襲している。

## 概要
ジャン・ミッシェル・ジャールのシンセサイザー音楽作品としての第3作。